# Armband

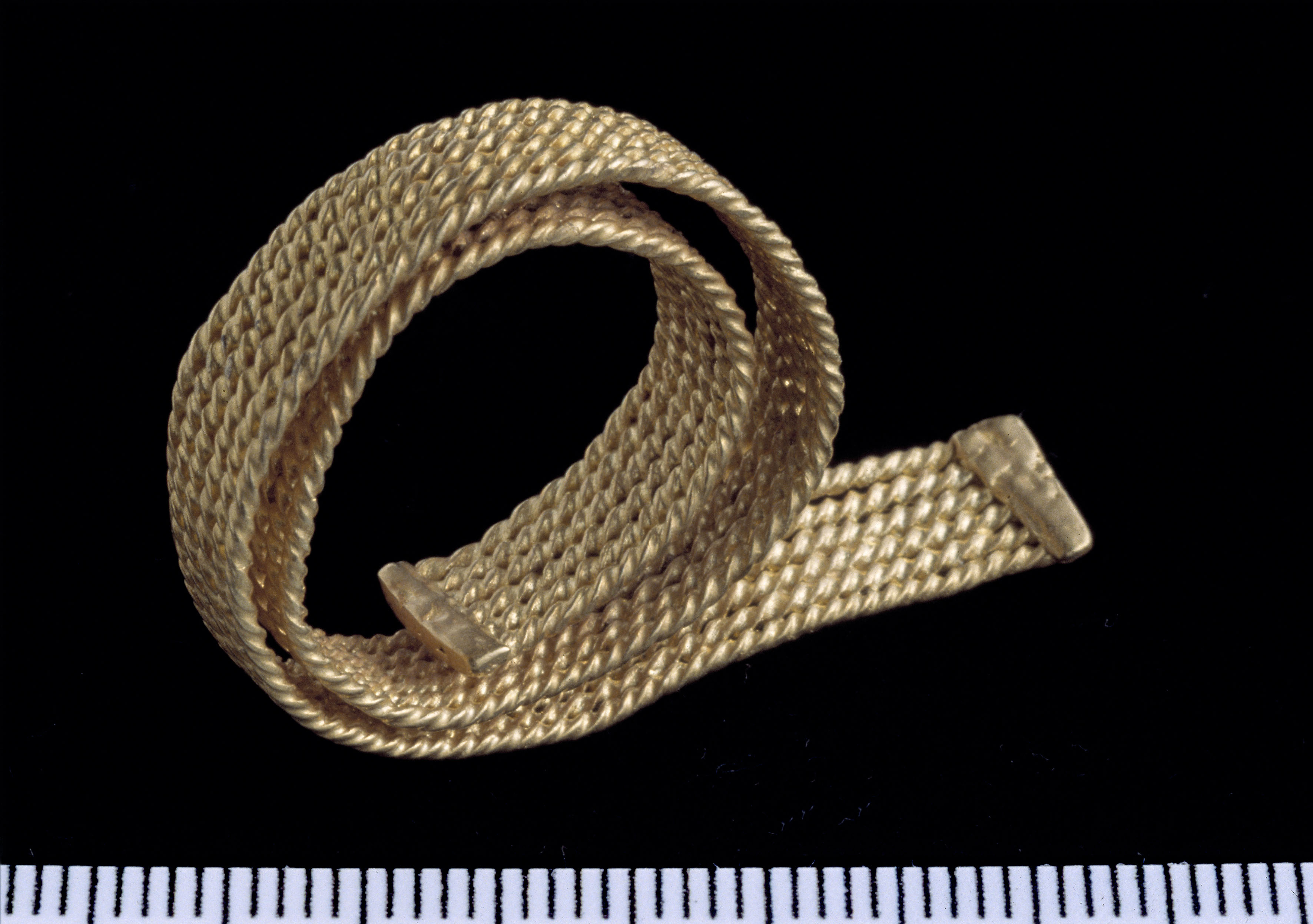
Sechssträngiges Armband aus tordiertem Golddraht, Depotfund von Burton (Wales), mittlere Bronzezeit, 1300–1150 v. Chr.

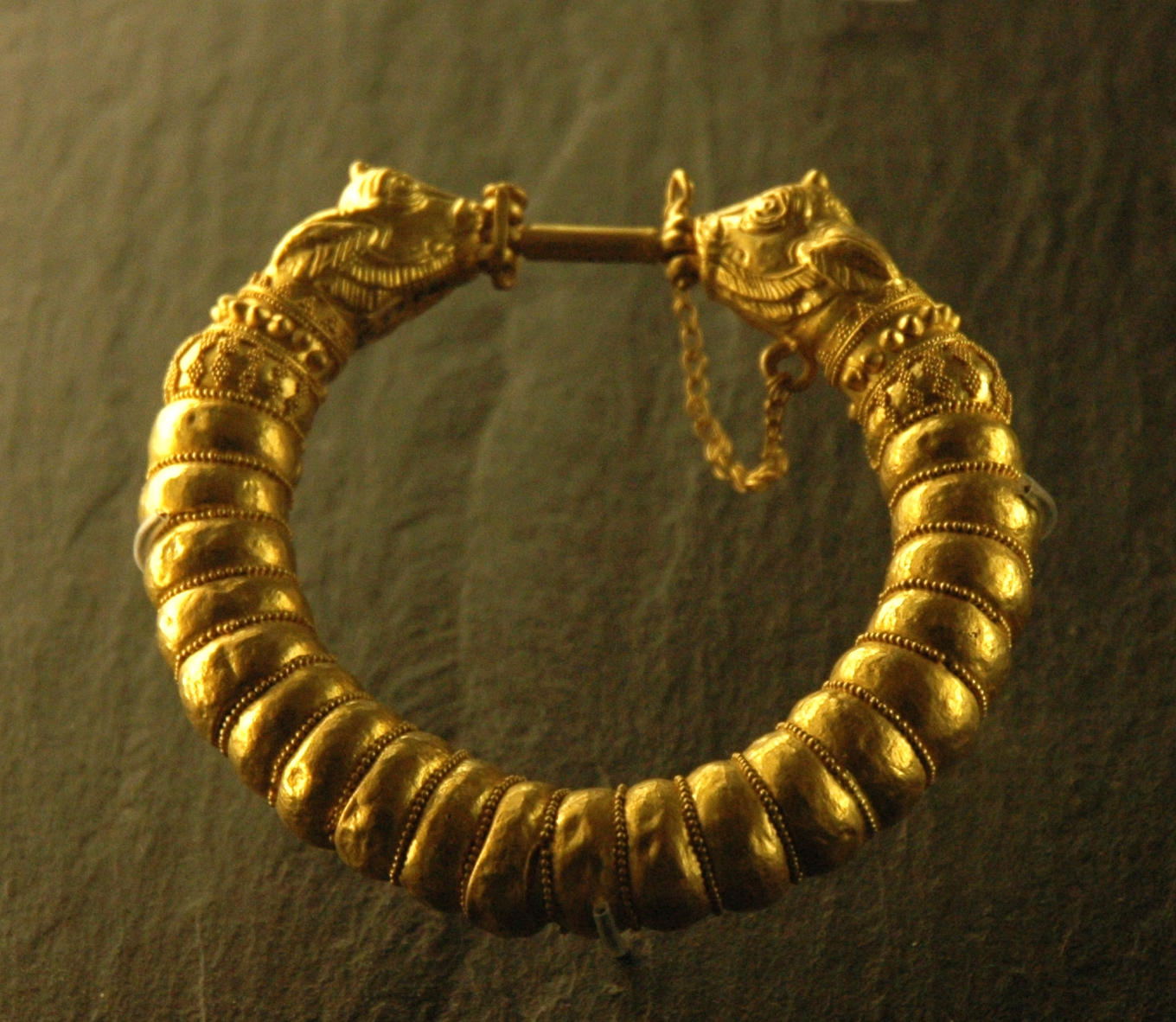
Armreif aus Amrit, Syrien etwa 5. Jahrhundert v. Chr.

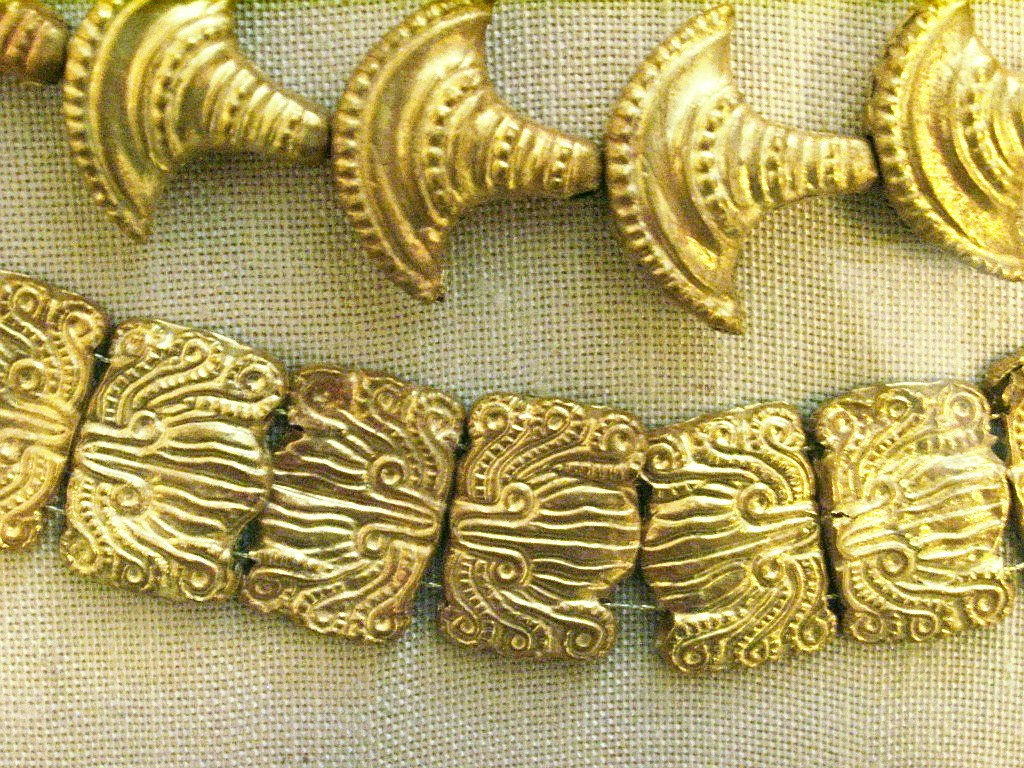
Details eines minoischen Gliederarmband aus Gold

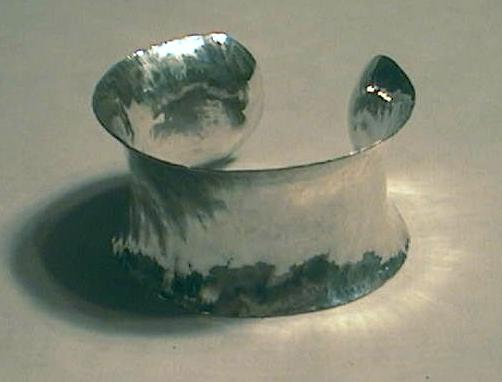
Moderner Armreif

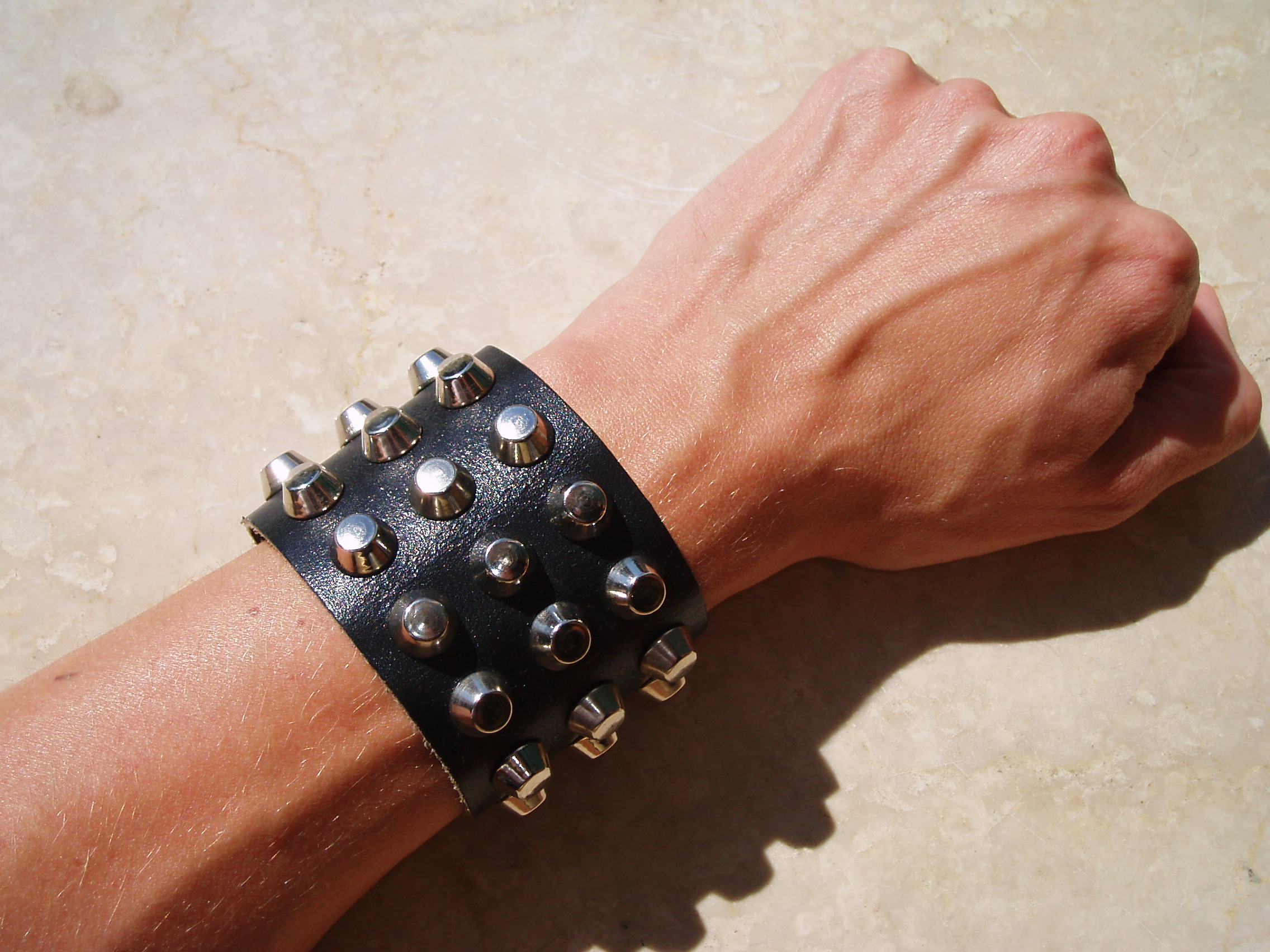
Lederarmband

Ein Armband oder Armreif ist ein Schmuckgegenstand, der am Handgelenk getragen wird und dieses umschließt.
Das Armband besteht aus flexiblen Materialien wie Kettengliedern aus Metall, Perlen, Muscheln, Edelsteinen, Horn, Knochen, Tierzähnen oder aber aus Tuch, Seide, Leder-, Gummi- oder Plastikbändern.
Der Armreif, auch Armring, bestand zunächst aus harten Materialien wie Kalkstein, Knochen, Marmor, Schiefer, Serpentin und Ton; später dann aus Metall und ist ring- oder halbringförmig.

## Geschichte und Bedeutung der Armbänder
Die Verwendung von Schmuck geht auf die Anfänge der Menschheit zurück; Hals- und Armschmuck in Form von einfachen, aber auch schon mehrgliedrigen Ketten ist bereits aus der Altsteinzeit belegt. Seit der Entdeckung der Verarbeitungsmöglichkeiten von Kupfer und Bronze wurden diese zu Röllchen, Plättchen, Perlen, Ringen und Scheiben verarbeitet. Die Verwendung organischer Stoffe wie Tierzähnen oder auch Bernstein nahm dagegen ab. Immer noch werden in Tibet Korallen-Armbänder in Handarbeit hergestellt.
Mit der Entdeckung der Metallverarbeitung in der Bronzezeit über die Glasherstellung bis zur Entwicklung von Kunststoffen erweiterte sich die Bandbreite der verwendeten Materialien. Mit der Verwendung kostbarer Materialien wurde der Schmuck zugleich ein Wertgegenstand. Das Armband, in Form von Silberringen getragen, war zeitweise Zahlungsmittel.
Das Armband diente auch als Schutzschild am Handgelenk des Jägers und Kriegers und als Schutz vor Schwerthieben. Bei den Kelten trugen männliche Krieger silberne Armreife zum Zeichen ihres Adels und als Ausdruck ihrer Machtposition. Vom Armreif leitet sich die Armilla (Armspange) ab, die zum Krönungsornat der deutschen Kaiser gehörte.
Armbänder wurden in Europa – im Gegensatz zur Antike – vom Mittelalter bis etwa zum Aufkommen der modernen Armbanduhr gegen Ende des 19. Jahrhunderts fast ausschließlich von Frauen getragen, modeabhängig vor allem in der Renaissance und im 19. Jahrhundert.

## Arten von Armbändern
Neben der vorrangigen Bedeutung der Armbänder als Schmuck haben sie teilweise auch eine weitergehende Funktion, so die Uhrenarmbänder, die es ermöglichen, eine Uhr am Handgelenk zu tragen und ebenfalls aus Leder, Metall oder Synthetik hergestellt sind. Solche Armbänder für Uhren können mittlerweile auch mit zusätzlichen Funktionen ausgestattet werden. Dadurch können unter anderem Zutrittsberechtigungen, Geldwerte oder persönliche Daten im Armband gespeichert werden. Durch das Rembordieren, das fugenlose Verbinden von Ober- und Futterleder, weisen mittlerweile auch Lederarmbänder eine sehr hohe Wasserbeständigkeit auf.
Sportler tragen spezielle Schweißarmbänder aus Frottee. Eine relativ neue Entwicklung sind sogenannte Sportarmbänder, die meist aus Neopren hergestellt sind und an denen iPods und andere MP3-Player so befestigt werden, dass das Display auch während des Sports, zum Beispiel beim Jogging eingesehen werden kann.
Im Sportbereich, zum Beispiel in der Schwimmhalle oder im Fitnessstudio, gibt es Plastikarmbänder mit Schlüssel oder Chip, die Zutritt zu bestimmten Bereichen, wie der Umkleidekabine, gewähren. Manchmal dienen sie sogar als bargeldloses Zahlungsmittel.
Im Krankenhaus erhalten stationär aufgenommene Patienten ein Patientenarmband. Dieses wird meist automatisiert erstellt und trägt aufgedruckte Strichcodes. Das ermöglicht die verwechslungsfreie Zuordnung des Patienten bei Behandlungen und der Vergabe von Medikamenten. Außerdem werden bei Eingriffen Seitenverwechslungen vermieden. Bei Neugeborenen gibt die Farbe des Armbands (rosa oder hellblau) zudem Auskunft über das Geschlecht des Babys.
Armbänder aus Kunststoff oder Textilmaterial, die nicht zerstörungsfrei abgelegt werden können, dienen auch in vielen anderen Bereichen als zeitweiliger Beweis der Zutrittsberechtigung, so in Freizeitparks, Clubs, Museen, auf Messen, Kongressen und auch während eines Hotelurlaubs. Die Träger können anhand des Armbands den Zutritt begehren oder Leistungen, wie Essen oder Getränke beanspruchen. Solche Armbänder können in abnehmbarer Form auch zur Zeiterfassung genutzt werden. Hierzu können sie für die visuelle Kontrolle mit Aufdrucken versehen sein oder bei einer berührungslosen Kontrolle auch mit RFID-Technik ausgerüstet sein.
Im beruflichen Umfeld gibt es Antistatik-Armbänder, die geerdet sind und statische Aufladungen ableiten sollen, damit elektronische Geräte, an denen gearbeitet wird, nicht zerstört werden. Ebenfalls bekannt sind Magnetarmbänder, die am Arbeitsplatz dazu dienen, Schrauben oder Werkzeuge zu halten, damit der Träger die Hände frei hat.
Diese Armbänder dürfen aber nicht mit magnetischen Armbändern verwechselt werden, die von manchen getragen werden, weil sie der magnetischen Wirkung einen erhofft positiven Einfluss auf das Wohlbefinden zuschreiben. Die Wirkung solcher Armbänder ist in der Wissenschaft aber umstritten.
Notrufarmbänder werden vorwiegend von Senioren oder in der Mobilität eingeschränkten Personen getragen. Diese können bei einem Sturz oder in einer Notlage durch Druck auf eine am Armband angebrachte Taste einen Notruf auslösen.
Von Jugendlichen getragen und meist selbst hergestellt werden Freundschaftsbänder. Die durch den Radsportler Lance Armstrong bekannt gewordenen Silikonarmbänder weisen den Träger als Unterstützer von Hilfsorganisationen aus.
In der Homosexuellen-Szene getragene Armbänder, meist aus Leder, können Informationen über die sexuellen Vorlieben signalisieren. Am linken Arm getragen signalisieren sie, dass der Träger sexuell lieber den aktiven Part übernimmt, am rechten Arm getragen, zeigt es, dass bevorzugt die passive Rolle eingenommen wird.

## Galerie

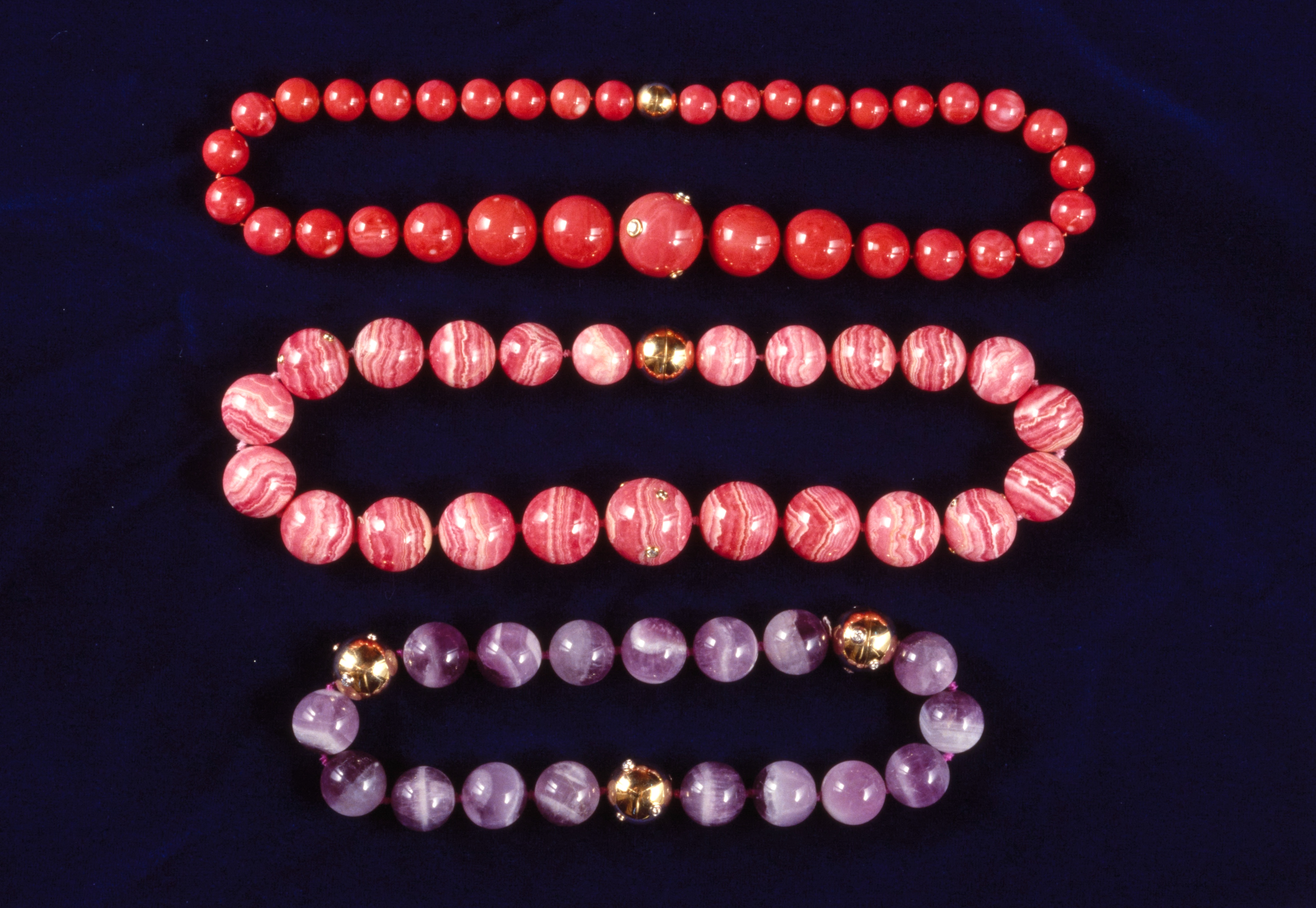
Armband von Paloma Picasso.
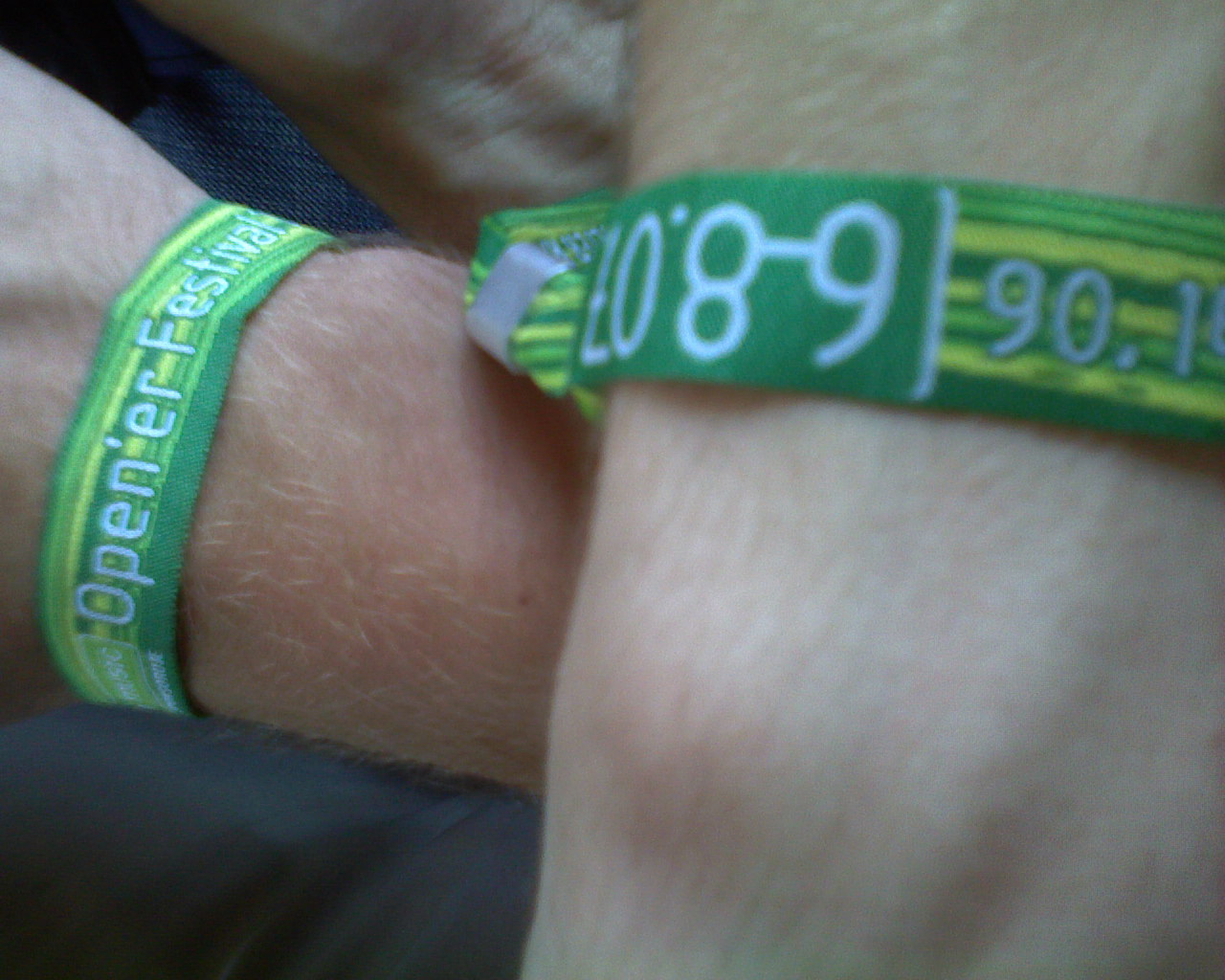
Armbändchen statt Eintrittskarte.
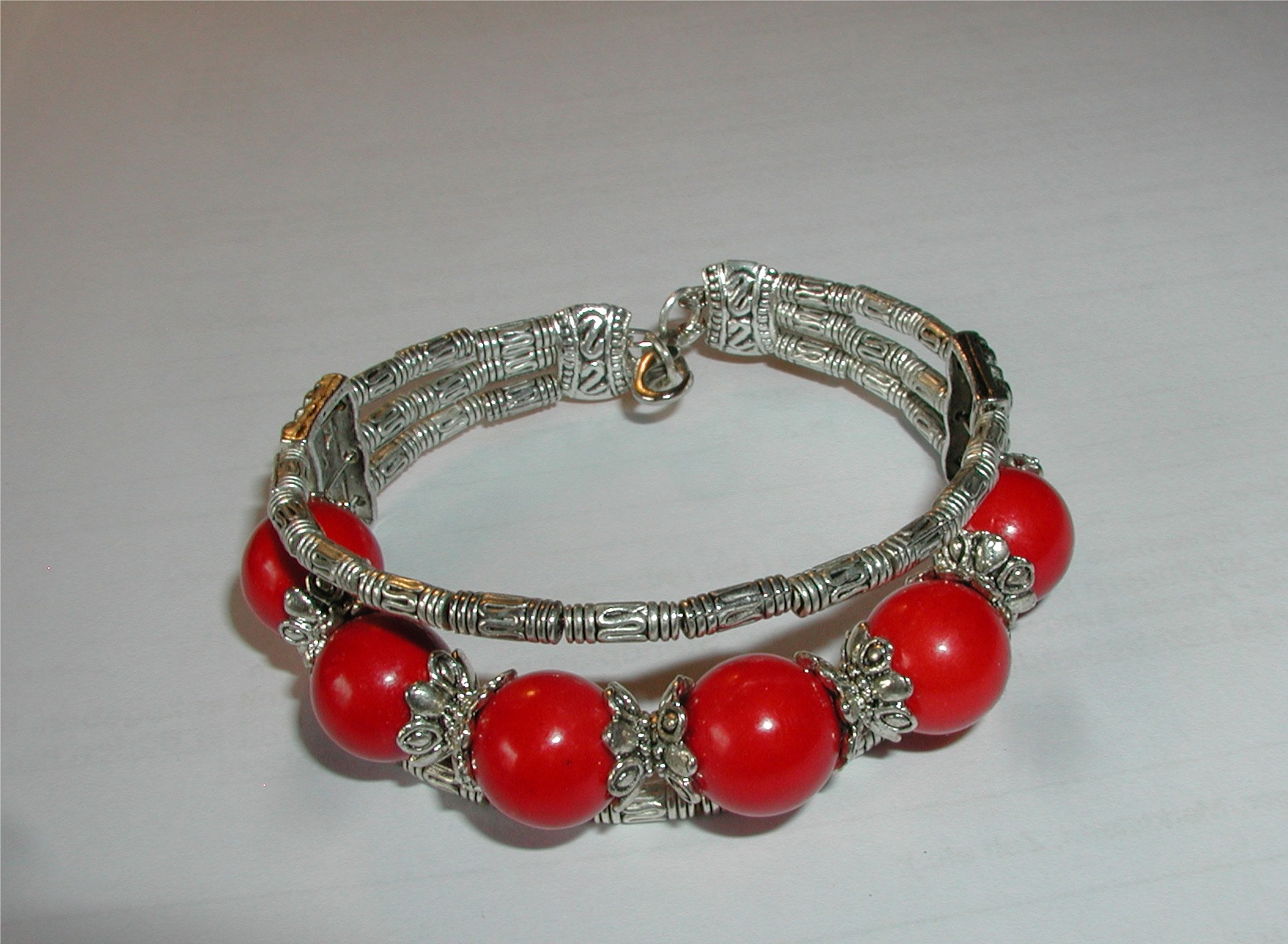
Korallenarmband.
Patientenarmband mit Barcode.